# 大波爾西克
51°4′31″N 25°8′42″E / 51.07528°N 25.14500°E
大波爾西克（烏克蘭語：Великий Порськ），是烏克蘭的村落，位於該國西部沃倫州，由科韋利區負責管轄，面積0.75平方公里，海拔高度184米，2001年人口272，人口密度每平方公里363.15人。